# Kostas Martakis
Kostas Martakis (grekiska: Κώστας Μαρτάκης), född 25 maj 1984 i Aten, är en grekisk sångare. Martakis blev känd efter att han deltagit i musiktävlingen Dream Show som sändes på Alpha TV år 2006. År 2008 deltog han även i Greklands nationella uttagning till Eurovision Song Contest 2008, en tävling som slutligen vanns av Kalomoira.
Kostas Martakis föddes den 25 maj 1984 i Greklands huvudstad Aten till föräldrarna Nikos Martakis och Labrini Martaki med kretensisk bakgrund. Martakis har en äldre syster och efter att hans föräldrar skilt sig valde han att bo med sin mor.
År 2007 deltog han i New Wave musikfestival i Jūrmala, Lettland. Han representerade sitt hemland, och han lyckades sluta på en andra plats. Hittills har han släppt 2 studioalbum, Anatropi från år 2007 och Pio Konta släppt år 2009.